# Nyschnjoteple
Nyschnjoteple (ukrainisch Нижньотепле; russisch Нижнетёплое Nischnetjoploje) ist ein Dorf im Osten der ukrainischen Oblast Luhansk mit etwa 2000 Einwohnern.
Das Anfang des 18. Jahrhunderts zum ersten Mal erwähnte Dorf liegt am Flüsschen Tepla (Тепла) 11 km nordöstlich vom Rajonzentrum Schtschastja und etwa 25 km nördlich vom Oblastzentrum Luhansk entfernt.
Die Leninstatue im Ort wurde am 2. Mai 2015 durch Soldaten des Bataillon Ajdar von ihrem Sockel gestürzt.
Ende Februar 2022 wurde der Ort durch russische Truppen im Rahmen des Russischen Überfalls auf die Ukraine eingenommen und befindet sich seither nicht mehr unter ukrainischer Kontrolle.

## Verwaltungsgliederung
Am 12. Juni 2020 wurde das Dorf zum Zentrum der neugegründeten Landgemeinde Nyschnjoteple (Нижньотеплівська сільська громада/Nyschnjotepliwska silska hromada). Zu dieser zählen auch die 11 in der untenstehenden Tabelle aufgelisteten Dörfer bis dahin bildete es zusammen mit den Dörfern Artema, Pischtschane und Serednjoteple die gleichnamige Landratsgemeinde Nyschnjoteple (Нижньотеплівська сільська рада/Nyschnjotepliwska silska rada) im Westen des Rajons Stanytschno-Luhanske.
Seit dem 17. Juli 2020 ist sie ein Teil des Rajons Schtschastja.
Folgende Orte sind neben dem Hauptort Nyschnjoteple Teil der Gemeinde:
| Name                     | Name              | Name                                        |
| ukrainisch transkribiert | ukrainisch        | russisch                                    |
| ------------------------ | ----------------- | ------------------------------------------- |
| Artema                   | Артема            | Артёма (Artjoma)                            |
| Krepy                    | Крепи             | Крепи (Krepi)                               |
| Mychajliwka              | Михайлівка        | Михайловка (Michailowka)                    |
| Nyschnij Mintschenok     | Нижній Мінченок   | Нижний Минченок (Nischni Mintschenok)       |
| Pischtschane             | Піщане            | Песчаное (Pestschanoje)                     |
| Serednjoteple            | Середньотепле     | Среднетёплое (Srednetjopoloje)              |
| Sotenne                  | Сотенне           | Сотенное (Sotennoje)                        |
| Teple                    | Тепле             | Тёплое (Tjoploje)                           |
| Welyka Tschernihiwka     | Велика Чернігівка | Великая Черниговка (Welikaja Tschernigowka) |
| Werchnij Mintschenok     | Верхній Мінченок  | Верхний Минченок (Werchni Mintschenok)      |
| Werchnjobohdaniwka       | Верхньобогданівка | Верхнебогдановка (Werchnebogdanowka)        |